# Батурово (Минская область)
Батуро́во (бел. Батурова) — деревня в составе Демидовичского сельсовета Дзержинского района Минской области Беларуси. Деревня расположена в 18 километрах от Дзержинска, 46 километрах от Минска и 16 километрах от железнодорожной станции Койданово.

## История
Известна со 2-й половины XIX века — начала XX века, как деревня в составе Койдановской волости Минского уезда Минской губернии. В 1870 году проживали 33 жителя мужского пола, деревня в составе имения Теклиполь, владение Свенторжицкой. В 1897 году, по данным переписи, в деревне насчитывалось 17 дворов, 105 жителей. В 1917 году в деревне насчитывается 23 двора, проживают 163 жителя.
С 20 августа 1924 года деревня в составе Новосадского сельсовета (с 23 марта 1932 года по 14 мая 1936 года — польского национального сельсовета) Койдановского района Минского округа, с 29 июня 1932 года Койдановский район стал именоваться Дзержинским. 31 июля 1937 года Дзержинский польский национальный район был упразднён, территория сельсовета передана в состав Заславского района. С 20 февраля 1938 года деревня в составе Минской области, с 4 февраля 1939 года в составе восстановленного Дзержинского района. В 1926 году в деревне насчитывается 32 двора, проживают 146 жителей. В годы коллективизации был организован колхоз «Красная Беларусь».
В годы Великой Отечественной войны была оккупирована немецко-фашистскими захватчиками, на фронтах войны погибли 8 жителей деревни.
С 16 июля 1954 года деревня передана из составе Новосадского в состав Вертниковского сельсовета, с 8 апреля 1957 года находится в составе Демидовичского сельсовета. В послевоенные годы деревня входила в состав совхоза «Демидовичи», в 1991 году насчитывается 32 хозяйства, 66 жителей. В 1994—2007 годах находилась в составе УП «Демидовичи» (бывший совхоз).

## Население
| Численность населения (по годам) | Численность населения (по годам) | Численность населения (по годам) | Численность населения (по годам) | Численность населения (по годам) | Численность населения (по годам) | Численность населения (по годам) | Численность населения (по годам) |
| 1897                             | 1909                             | 1917                             | 1926                             | 1991                             | 1999                             | 2004                             | 2009                             |
| -------------------------------- | -------------------------------- | -------------------------------- | -------------------------------- | -------------------------------- | -------------------------------- | -------------------------------- | -------------------------------- |
| 105                              | ↗162                             | ↗163                             | ↘146                             | ↘66                              | ↘49                              | ↘37                              | ↘21                              |
| 2017                             | 2018                             | 2020                             | 2022                             |                                  |                                  |                                  |                                  |
| ↘17                              | ↗18                              | ↗19                              | ↘18                              |                                  |                                  |                                  |                                  |